# 須卜單于
須卜单于（?—21年），名须卜当，王昭君长女伊墨居次云的丈夫，是新朝時期王莽所立的匈奴單于。
须卜当在匈奴位居右骨都侯。公元9年（新朝始建国元年），因王莽更易汉朝原赐匈奴单于故印，改“匈奴单于玺”为“新匈奴单于章”，致使烏珠留單于怨恨，他受单于之命索求故印，未果。13年，乌珠留单于死后，须卜当与妻辅立单于弟咸为烏累若鞮單于，规劝单于与新朝和亲。14年，派人至西河虎猛县制虏塞（在今内蒙古准格尔旗），求见新朝和亲侯王歙（王昭君兄子），以示和好，促使王莽派遣王歙出使匈奴，贺单于初立，使匈奴与中原恢复和好关系。次年，被王莽封为后安公，其子奢封后安侯。18年，乌累若鞮单于去世，其弟呼都而尸道皋若鞮單于继位。呼都而尸道皋若鞮單于派须卜当至制虏塞下，会见王莽使臣王歙，被胁迫诱至常安觐见王莽。王莽强立须卜当為須卜單于，想要出兵护送他回到匈奴辅立。无奈士兵调度不周，匈奴呼都而尸道皋若鞮單于大怒，多次入侵北方边境。匈奴与中原和好关系受到破坏。須卜單于不久去世，新朝在23年也被绿林军灭亡。